# Perejaslav
Perejaslav (ukrainsk: Переяслав, tr. Perejaslav) er en by i Kyiv oblast i det centrale Ukraine. Perejaslav har et areal på 32 km2
og et befolkningstal på 27.088 (2019) indbyggere.
Ifølge overleveringen er Perejaslav grundlagt i 907 af Vladimir 1. af Kijev efter sejren over Petjenegierne. Byen fik Magdeburgrettigheder i 1585.